# Луций Манлий Патруин
Луций Манлий Патруин (лат. Lucius Manlius Patruinus) — римский политический деятель второй половины I века.
Возможно, Патруин происходил из италийского города Тицин. Возможно, его следует идентифицировать с Манлием Патруином, избитым жителями италийского города Сена Юлия в 70 году по наущению местных магистратов и пожаловавшимся на их незаконные действия в сенат. В 75 году Патруин занимал должность консула-суффекта вместе с Гаем Помпонием. Больше о его биографии нет никаких сведений.